# Hôtel de Charost
L'hôtel de Charost ([ʃaʁo] , prononcer « charô ») est un hôtel particulier situé au no 39, rue du Faubourg-Saint-Honoré dans le 8e arrondissement de Paris, en région Île-de-France.
Il est construit entre 1722 et 1725, à la demande d’Armand de Béthune-Sully, 2e duc de Charost, par l’architecte Antoine Mazin.
Resté la propriété des ducs de Charost jusqu’en 1803, il est vendu l’année suivante à la princesse Pauline Borghese, sœur de l’empereur Napoléon Ier.
En 1814, l’hôtel est vendu au gouvernement britannique par le biais du duc Arthur Wellesley de Wellington, et devient ambassade d’Angleterre.
L’hôtel est aujourd’hui la résidence de l’ambassadeur, l’ambassade étant sise dans l’hôtel Chevalier, voisin du no 35.
Son hôtesse actuelle est Menna Rawlings, ambassadrice depuis 2021.

## Situation
Situé non loin du palais de l’Élysée, l’hôtel est mitoyen de l’hôtel Chevalier aux no 35 et no 37, actuelle ambassade du Royaume-Uni, et de l’hôtel de Pontalba, au no 41, résidence de l’ambassadeur des États-Unis.

## Histoire

### Les ducs de Charost
Sis sur un terrain situé dans un quartier qui est alors couru par de nombreux aristocrates, l’hôtel est construit à la demande d’Armand de Béthune-Sully, 2e duc de Charost, par l’architecte Antoine Mazin, qui vient alors de terminer l’hôtel de Matignon.
La famille de Béthune-Sully y vit par intermittence jusqu’en 1760, où l’hôtel est loué au comte Louis-Engelbert de La Marck, qui y fait immédiatement procéder à des travaux de décoration par l’architecte Pierre Patte. Il décède en 1773, et le bail est transmis à sa fille unique et à son gendre le duc Charles-Léopold d’Arenberg.
En 1784, leur fils, le duc Louis-Engelbert Augustin d’Arenberg, fait lui aussi procéder à quelques travaux de décoration, après le décès de son père survenu en 1778, par l’architecte Jacques-Denis Antoine. Il commande également un état des lieux en 1787, document comprenant pas moins de 220 pages, fournissant de précieuses indications sur l’aménagement du site à ce moment-là.

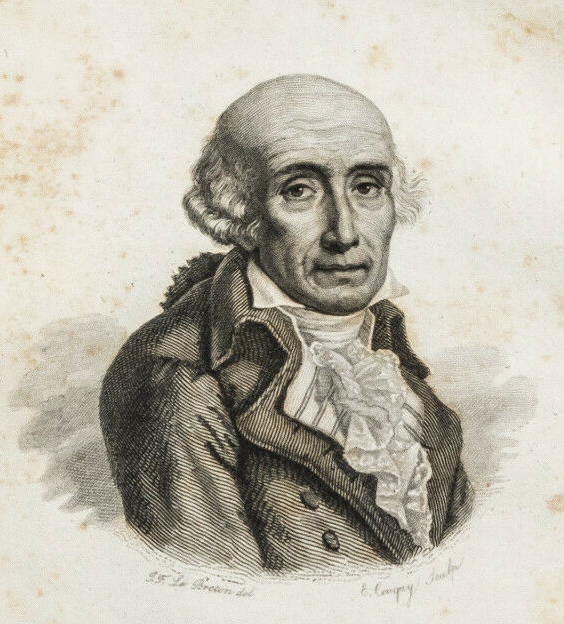
Le 5e duc de Charost.

En 1792, en pleine Révolution, le duc et sa mère s’exilent, et ce dernier sous-loue alors l’hôtel à l’ambassadeur du royaume de Portugal, qui y décède seulement un mois après son installation.
Pendant la dizaine d’années qui suit, l’hôtel reste relativement inhabité, entrecoupé de diverses locations de courte-durée, notamment par Lord Whitworth.
En 1800, Armand-Joseph de Béthune, 5e duc de Charost, s’éteint et laisse la propriété de l’hôtel à sa seconde épouse Henriette Adélaïde du Bouchet de Sourches de Tourzel, fille de la dernière gouvernante des enfants du roi Louis XVI, laquelle s’en sépare en 1803, en faveur de la princesse Pauline Borghese, sœur de Napoléon Ier et fraichement remariée au prince Camillo Borghese, pour la somme de 300 000 francs.

### Le palais Borghese
En 1804, après la proclamation de l’Empire, Pauline devient altesse impériale et l’hôtel devient alors résidence impériale et est rebaptisé palais Borghese.
Le palais est alors, dans un premier temps redécoré par des commandes de meubles issus notamment des frères Jacob-Desmalter et se voit doté de la riche collection de 175 tableaux du prince Camillo Borghese que ce dernier fait venir de Rome.
En 1809, la princesse charge l’architecte Pierre-Nicolas Bénard de l’agrandissement de son hôtel par deux ailes en retour sur le jardin, qui sont achevées en 1810, à toute hâte et plutôt maladroitement.
L’aile est abrite une salle à manger d’apparat transformable en salle de bal, et l’aile ouest, munie d’un éclairage zénithal, accueille la galerie de peintures du prince Borghese. Elle fait également combler la cour des cuisines d’un bâtiment de communs, reliant de fait le pavillon du même nom à l’hôtel.
Ayant fort peu profité de son hôtel, la princesse quitte définitivement Paris en juin 1812, et ne reverra jamais les lieux. Elle prend néanmoins soin de mettre en vente son hôtel, craignant que les Bourbon, restaurés, ne tiennent leur parole de laisser les Bonaparte garder leurs propriétés.

### L’ambassade

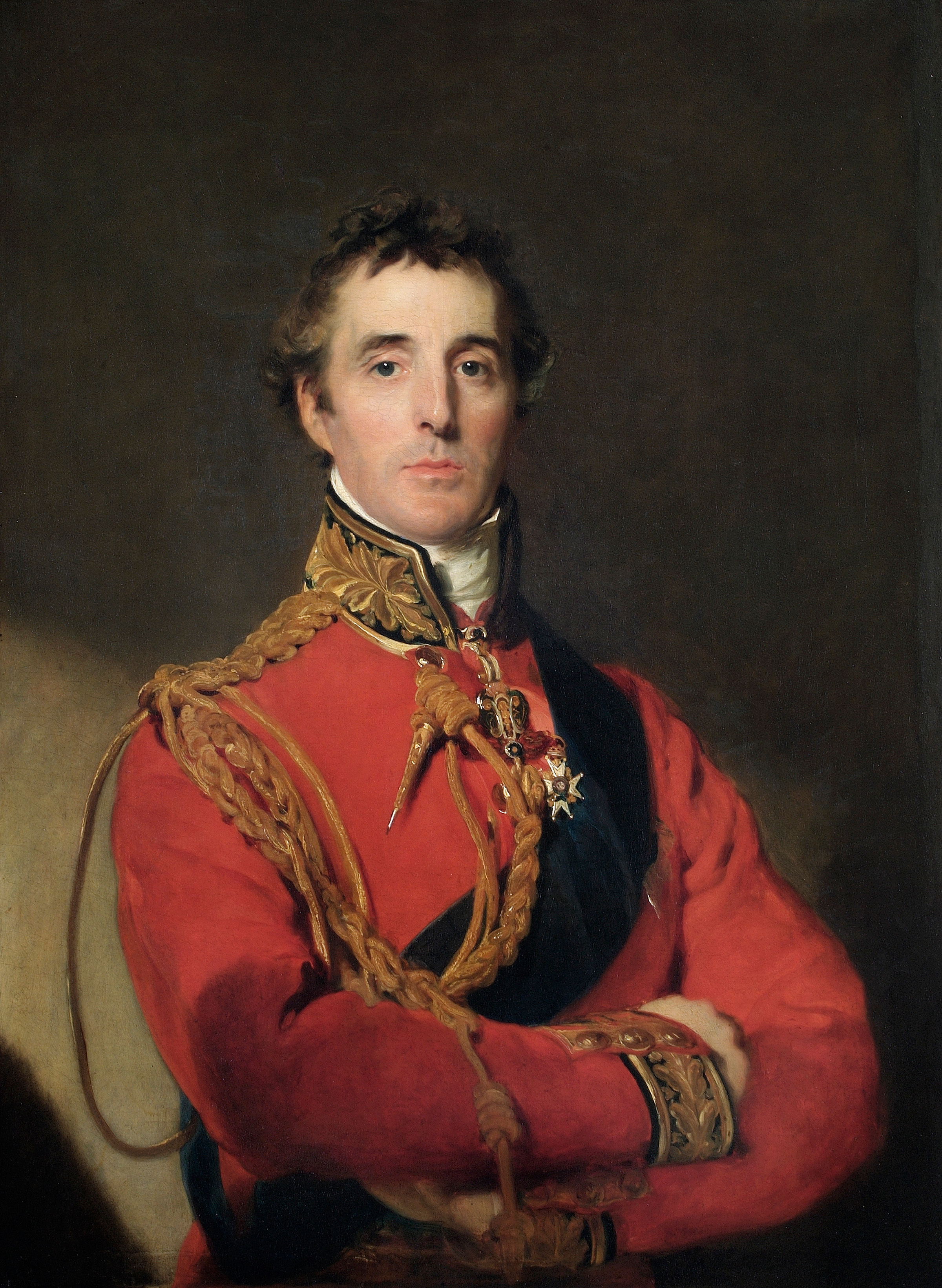
Le duc de Wellington.

En 1814, Pauline, qui est alors à Naples, en partance avec son frère pour l’île d'Elbe, vend l’hôtel par le biais de son intendant Jean-Paul-Louis Michelot, à Arthur Wellesley, duc de Wellington, fraichement nommé ambassadeur, qui l’acquiert au nom du roi George III, afin d’y installer une ambassade permanente. La princesse, qui en voulait un million de francs, le vend finalement pour 861 500 francs, comprenant l’hôtel pour 500 000 francs, 300 000 francs pour les meubles et 61 500 francs pour une écurie vendue louée sur la rue d’Anjou, équivalent à peine à 46 500 £. La somme est réglée en plusieurs versements issus de la liste civile du roi George III.
Pauline utilisera finalement l’argent de la vente pour financer le retour au pouvoir de son frère.
Le 22 août 1814, Wellington s’installe dans l’hôtel et la vente est officialisée le 24 octobre suivant. Cependant, le duc quitte son poste en janvier 1815, en tant que plénipotentiaire britannique au congrès de Vienne, puis en mars se rend à Bruxelles après le retour de Napoléon en France, afin de rassembler une armée. L’hôtel est alors confié au banquier Alphonse Perregaux, qui y réside pendant la bataille de Waterloo en juin.
En 1822, sous l’ambassadeur Charles Stuart, le bâtiment et en particulier les ailes construites sous Pauline, sont dans un état de délabrement avancé. L’architecte Louis-Emmanuel Aimé Damesme est alors consulté sur quelques conseils d’entretien du bâtiment. Ce dernier meurt cependant peu de temps plus tard et est remplacé par l’architecte Joseph Bonnerie, qui n’a alors d’autre choix que d’étayer les deux ailes.
En 1824, l’architecte Robert Smirke est dépêché par le bureau des travaux du Trésor de la Couronne afin de donner son avis, qui aboutit sur le caractère urgent que sont les travaux à mener sur les deux ailes. L’année suivante, Charles Stuart est remplacé par Granville Leveson-Gower au poste d’ambassadeur, et ce dernier, qui veut alors inclure une chapelle au fond du jardin en plus des travaux, fait appel à l’architecte Lewis Wyatt, pour réaliser un devis. Celui-ci est alors estimé à 25 000 £. Le Trésor n’accepte alors pas ce devis, qui est trop onéreux et songe à ce débarrasser de l’édifice. Cependant après d’âpres négociations entre le Trésor et Granville, une somme de 12 000 £ est finalement débloquée pour la rénovation de la maison, des écuries et la réparation ou remplacement des meubles, le projet de chapelle étant abandonné.
En 1825, c’est finalement l’architecte Louis Visconti, qui travaillera plus tard au palais de Louvre, que le chantier est confié. Ce dernier fait alors entièrement raser les deux ailes de Pauline, qui sont reconstruites avec une armature en acier recouverte de pierre de taille, et bordées par une large galerie vitrée faisant office de véranda. Il fait également repaver la cour d’honneur, installer l’éclairage et le chauffage au gaz et placer une marquise en verre au dessus des marches de l’entrée principale.
En 1833, le musicien Hector Berlioz épouse l’actrice irlandaise Harriet Smithson dans l’hôtel et ont notamment pour témoin le pianiste Franz Liszt.
De 1836 à 1839, l’architecte Silveyra entame une série de travaux comprenant le remplacement des toits terrasse bitumés des ailes par une toiture en cuivre, la réfection totale des cuisines, l’installation du fontaine sur la terrasse et la pose de drains.
En 1841, c’est le bâtiment principal qui entièrement restauré. Le pavillon ouest sur rue où se trouvaient jadis les écuries abrite désormais la chancellerie et le bureau des passeports. Un nouveau trône est livré en 1842.
En 1851, le très respecté et occupé architecte Jacques Ignace Hittorff intervient sur la décoration intérieure de l’hôtel, notamment sur la salle du Trône et la salle de bal. Il fait également percer les trois baies vitrées centrales en arcades donnant sur le jardin et fait repaver la cour d’honneur.
En 1855, une partie de la décoration Empire est remplacée par un style victorien enrichi, et les deux salons du rez-de-chaussée côté cour sont détruits afin de créer un vaste hall d’entrée ouvert sur l’escalier d’honneur. Ces travaux sont dirigés par l’architecte londonien Benedict Albano pour la visite de la reine Victoria en août de la même année.
En 1871, lors de la Commune de Paris, l’hôtel est endommagé par six obus éventrant la toiture et brisant les vitres. Les murs donnant sur la rue du Faubourg-Saint-Honoré sont criblés de balles et le mur-écran à arcades séparant la cour d’honneur de l’ancienne cour des écuries est détruit et ne sera pas relevé par la suite, ruinant au passage la symétrie architecturale de l’hôtel. La charpente, réparée avec des matériaux plus modernes, est désormais en acier.
En 1874, la mère de l’écrivain Somerset Maugham se fait transporter à l’hôtel afin que son enfant naisse en terre britannique. La même année, les parents de Winston Churchill se marient à l’hôtel et y passent une nuit, nuit durant laquelle ils auraient conçu ce dernier.
En 1880, le tout-à l’égout est installé, tout comme l’électricité dès 1896, et le chauffage central en 1901. Mais c’est en mai 1903 qu’interviennent les dernières grandes transformation avec la visite d’État du roi Édouard VII. Ce dernier juge alors l’hôtel décrépi voire vétuste et enfoui sous une masse d’objets, meubles, trophées et autres souvenirs, amassés par les ambassadeurs successifs. Les travaux de redécoration entrepris à partir de 1905 sont dirigés depuis Londres par l’architecte Sir Henry Tanner, et par l’architecte à demeure, Arthur Vye Parminter. De nombreuses pièces dont la salle de bal, les deux ailes sur le jardin ont été rafraichies et le hall d’escalier reçoit une nouvelle décoration de style néo-Louis XVI. La fontaine sur la terrasse et l’éclairage zénithal de l’ancienne galerie de peintures de l’aile ouest sont également supprimés. Tous les travaux sont alors terminés lors de la nouvelle visite du roi Édouard VII en 1907.
L’hôtel passe la Première et la Seconde Guerre mondiale sans encombre, entre 1914 et 1918 seuls les objets de grande valeur sont envoyés à Londres, le téléphone est remplacé en 1932, tout comme le chauffage en 1935. À partir de juin 1940, tout le personnel de l’ambassade est évacué et seuls deux employés, William Robert Chrystie et Ernest Edward Spurgeon et leurs épouses restent afin d’entretenir le bâtiment mis sous protection de l’État américain. Les services de l’ambassade reprennent à la mi-septembre 1944, avec l’arrivée à Paris de Duff Cooper, accompagné de sa femme Diana. Ils s’y installent dès le mois suivant. C’est à lui que l’hôtel doit sa magnifique bibliothèque, aménagée à ce moment-là et enrichie de nombreux ouvrages personnels du couple.
Le 11 novembre 1944, après leur descente des Champs-Élysées, Charles de Gaulle et Winston Churchill viennent diner à l’hôtel. L’hôtel, dans son ensemble est redécoré par les architectes d’intérieur Georges Geffroy et Christian Bérard, recommandés à l’ambassadeur par son ami le collectionneur d’art Charles de Beistegui.
En 1949, la marquise en verre de l’entrée est accidentellement détruite par un camion de livraison de charbon et n’a jamais été relevée.
En 1950, sous le mandat de Sir Gladwyn Jebb, quelques travaux de modernisation sont réalisés, notamment l’ajout de plusieurs salles de bains d’invités au premier étage, les cuisines sont remplacées en 1954 et le réseau électrique est intégralement refait en 1957. Cynthia Jebb, son épouse, est alors très dévouée à la maison et à son histoire, très conservatrice en ce qui concerne l’architecture, elle a alors notamment pour projet de faire démolir les deux ailes construites sous Pauline Borghese, ainsi que la galerie vitrée qu’elle juge défigurantes pour la bâtisse. Le projet étant trop coûteux pour être réalisé, elle ne cessera de desservir l’apparence de ces ailes par un ameublement le plus sobre et dépouillé possible.
Le 21 novembre 1958, elle commande également un rapport historique de la maison au docteur Maurice Craig, membre de l’Inspection des monuments anciens. Ce document, d’une dizaine de pages, fera alors prendre conscience au ministère anglais de l’importance historique de la maison.
Le docteur Craig, sur les conseils de Sir John Summerson, passe à son tour commande d’un rapport plus poussé au docteur Robin Middleton. Finalement jamais publié, ce dernier ne compte alors pas moins de 87 pages, 228 notes et une annexe de références.
En 1973, le sol de la salle de bal est restauré, ainsi que trois salons du rez-de-chaussée de 1974 à 1976, dont le mobilier victorien est progressivement remplacé par du mobilier Premier Empire, qui fait sont grand retour.
Plusieurs rafraîchissement successifs ont lieu durant les années 1980 et 1990, un ascenseur est discrètement installé en 2001, puis la cage d’escalier et le hall sont redécorés en 2009.
L’hôtel, fermé au public, est accessible seulement lors des Journées européennes du patrimoine.

## Architecture
Construit dans la plus pure architecture classique, l’hôtel est composé, à l’origine, d’un corps de bâtiment principal de plan massé, séparé des communs donnant sur la rue, par trois cours séparées entre-elles par des murs-écran percés de cinq arcades en plein-cintre chacun.
Le pavillon est abrite alors les cuisines et le pavillon ouest abrite quant à lui, les écuries, la conciergerie et la loge du portier. Ce dernier dispose d’une entrée indépendante rejoignant la cour des écuries.
L’entrée monumentale sur rue est surplombé par un bas-relief aux armes de la famille royale et portant leur devise « DIEU ET MON DROIT », bas relief installé en 1825.
Les deux pavillons sont ornées d'un décor de reliefs équestres et cynégétiques. Le bâtiment principal se compose d'un corps de logis à deux niveaux à l’origine. Les travaux exécutés sous Pauline Borghese viennent ajouter les deux ailes sur le jardin, et combler la cour des cuisines par un bâtiment de logements pour le personnel. Les travaux de 1872 viennent compléter le bâtiment d’un troisième niveau en attique.

## Galerie

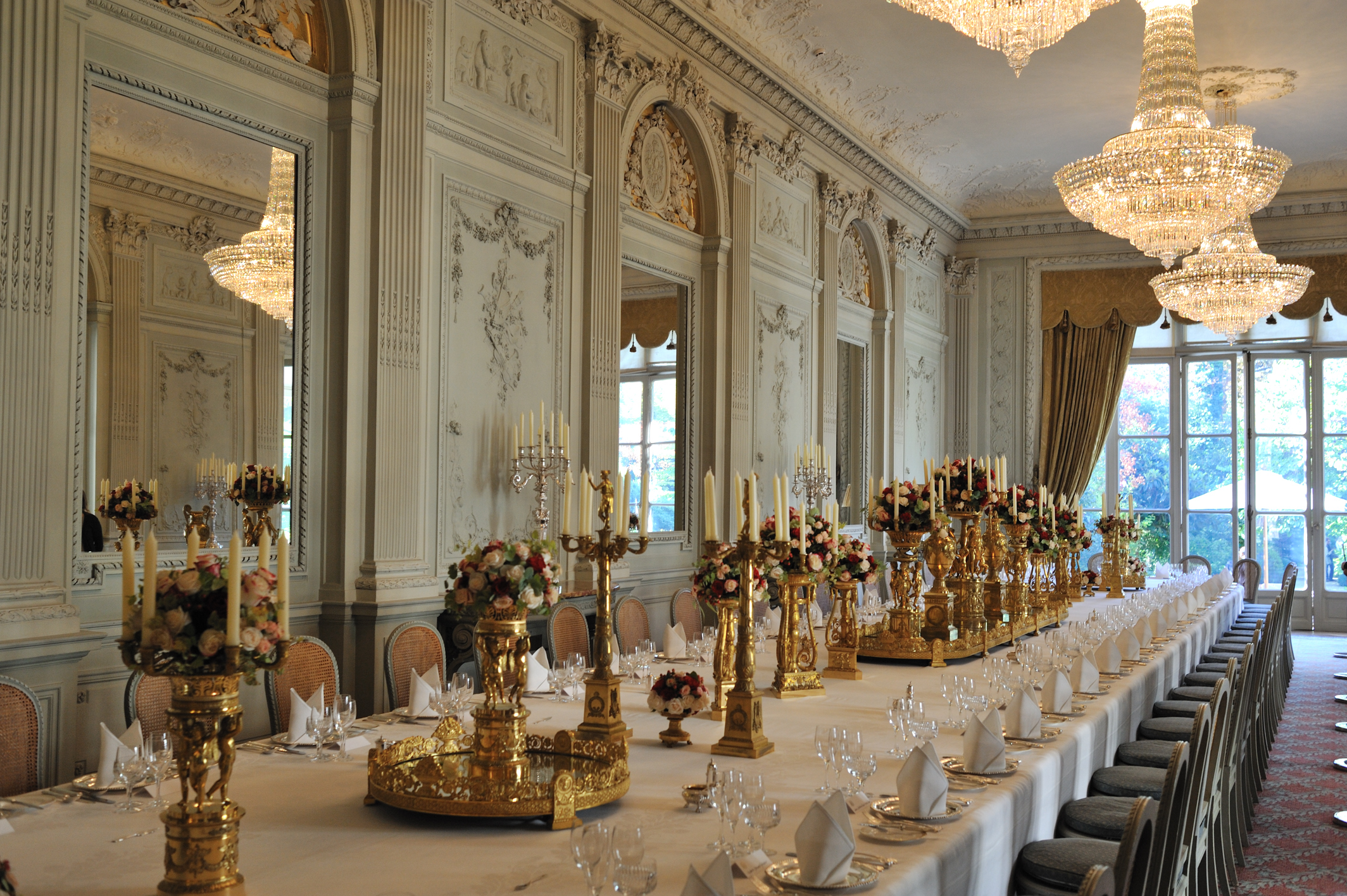
Salle à manger.
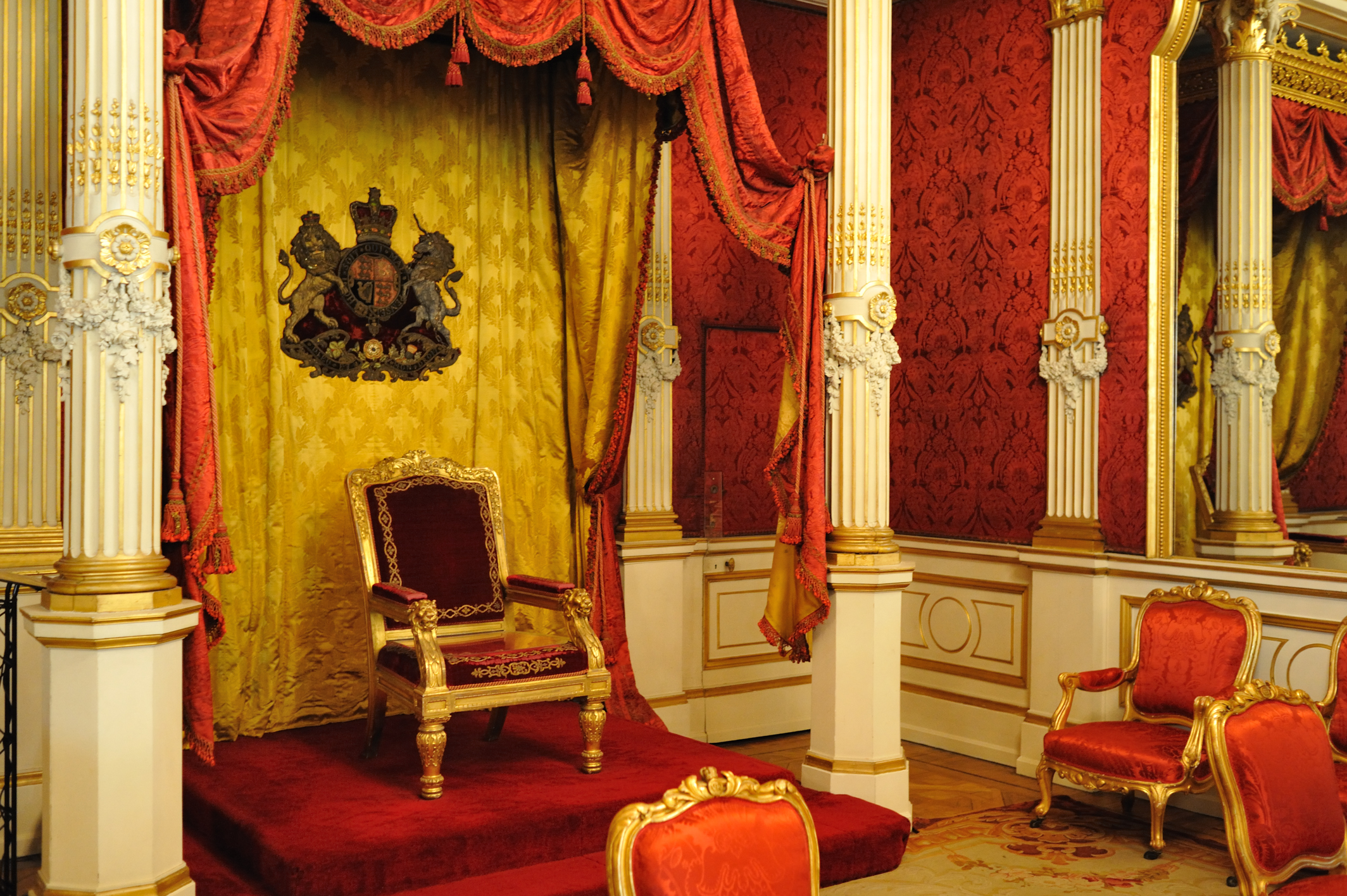
Salle du trône.
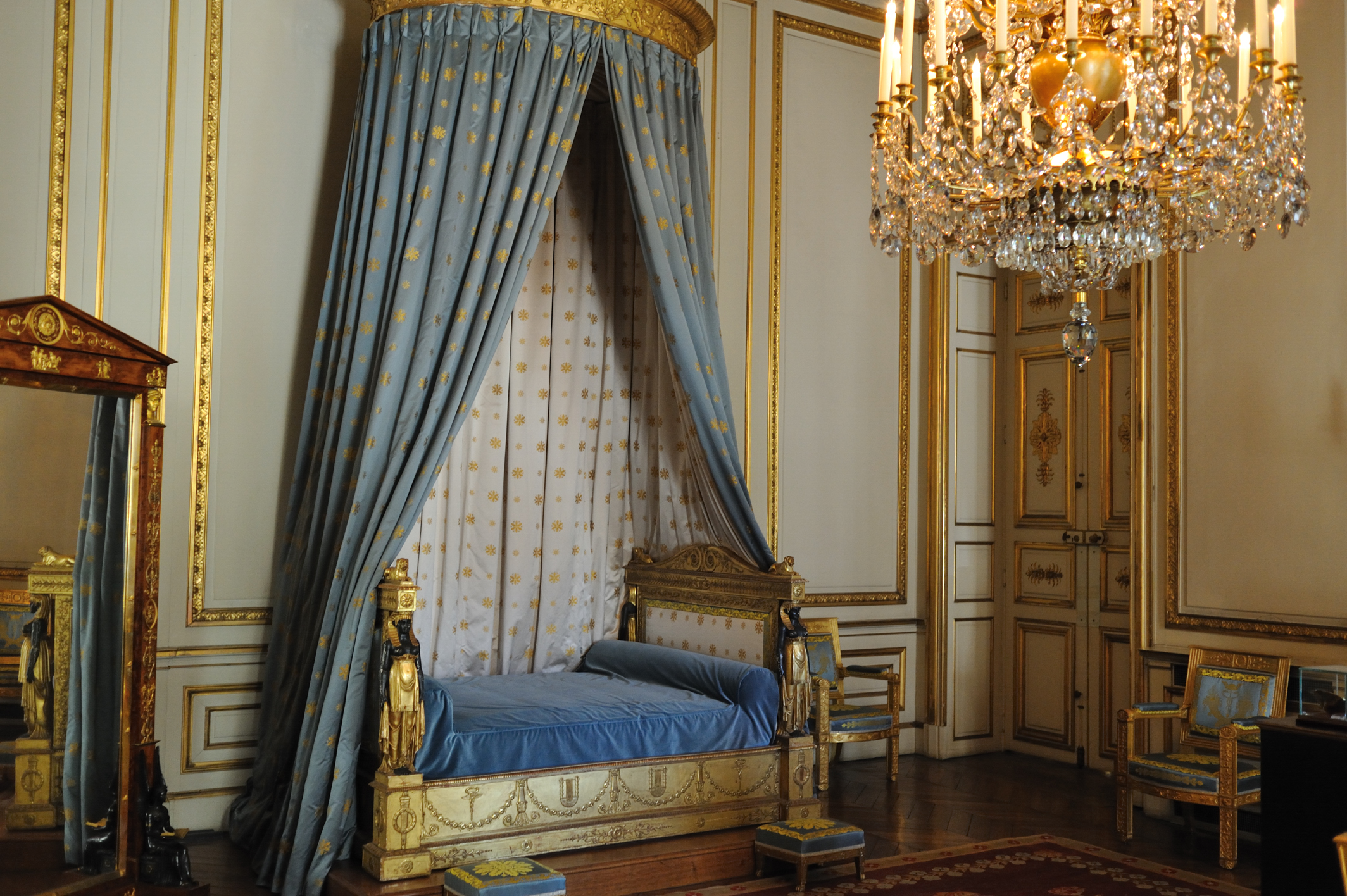
Salon Pauline.
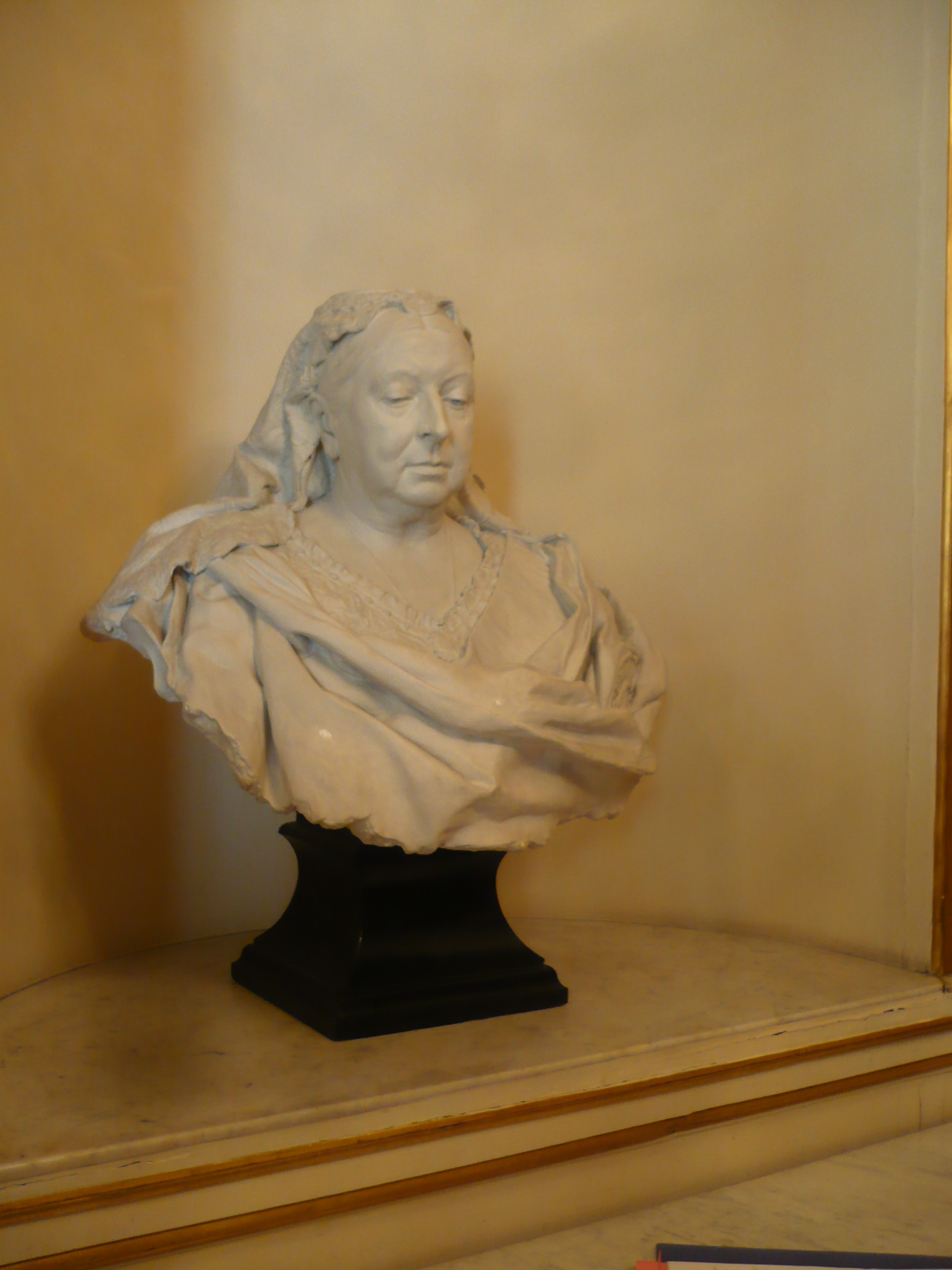
Buste de la reine Victoria dans la salle du trône.